# 스쿠트
스쿠트(영어: Scoot)는 2011년에 설립된 싱가포르의 저비용 항공사로 싱가포르 항공이 소유하고 있다. 싱가포르 창이 공항을 허브공항으로 이용하고 있고, 2013년 5월 29일부터 인천국제공항에 취항했다. 2017년 타이거에어를 인수하였다.

## 운항 노선
- 2017년 10월을 기준으로 스쿠트는 다음과 같은 노선을 운항하고 있다.

### 코드쉐어 협정
- 2018년 6월 기준으로 스쿠트는 다음의 항공사들과 공동운항을 실시하고 있다.

| - 싱가포르 항공 (스타 얼라이언스) |

## 같이 보기
- 싱가포르의 항공사 목록

## 사진

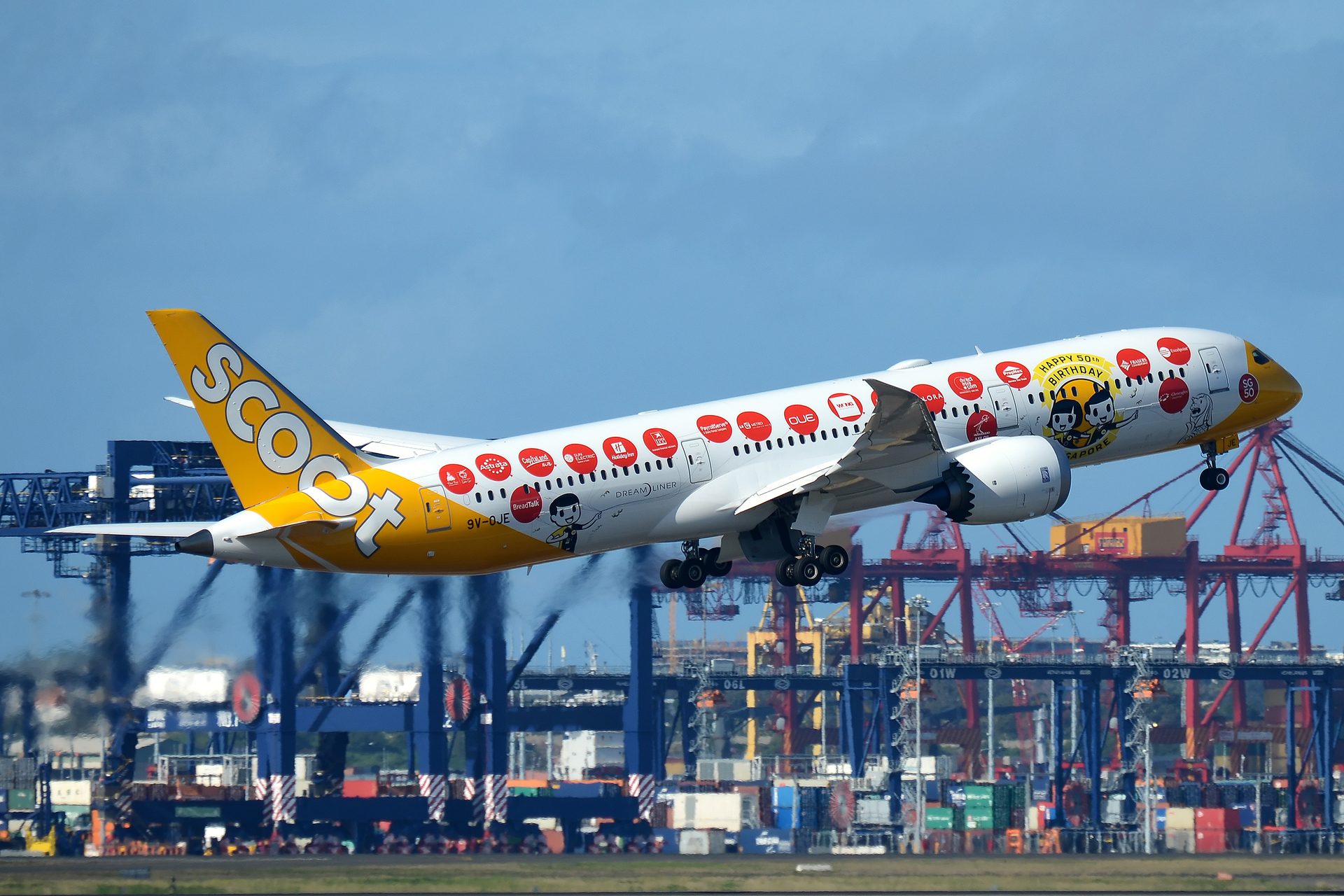
싱가포르 독립 50주년 도장을 한 스쿠트의 보잉 787-9